# Tuffi alla XXIX Universiade - Piattaforma 10 metri sincro misti
Il concorso dei tuffi dal piattaforma 10 metri sincro misti dell'Universiade di Taipei 2017 si è svolto il 24 agosto 2017 all'University of Taipei (Tianmu) Shin-hsin Hall B1 Diving Pool.

## Risultati

### Finale
| Class.  | Atleti                                         | Nazione        | Tuffi | Tuffi | Tuffi | Tuffi | Tuffi | Totale |
| Class.  | Atleti                                         | Nazione        | 1     | 2     | 3     | 4     | 5     | Totale |
| ------- | ---------------------------------------------- | -------------- | ----- | ----- | ----- | ----- | ----- | ------ |
| Oro     | Kim Kuk-hyang Hyon Il-myong                    | Corea del Nord | 50.40 | 50.40 | 74.70 | 79.68 | 81.60 | 336.78 |
| Argento | Nikita Shleikher Iuliia Timoshinina            | Russia         | 47.40 | 44.40 | 65.70 | 77.22 | 70.08 | 304.80 |
| Bronzo  | Christopher Joseph Law Olivia Louise Rosendahl | Stati Uniti    | 43.80 | 44.40 | 54.60 | 56.64 | 70.08 | 269.52 |
| 4       | Brittany Mae O'Brien Nicholas Malcol Jeffree   | Australia      | 37.80 | 40.80 | 62.10 | 58.56 | 65.28 | 264.54 |
| 5       | Kieu Trang Duong Alexander Jan W Lube          | Germania       | 44.40 | 45.00 | 55.44 | 59.40 | 56.64 | 260.88 |
| 6       | Diego Garcia De La Fuente Daniela Zambrano     | Messico        | 44.40 | 42.00 | 52.20 | 53.76 | 57.42 | 249.78 |